# Уоно
Уоно или Уоно-Гава (яп. 魚野川 уоно-гава) — река в Японии на острове Хонсю, правый приток крупнейшей реки Японии — Синано. Протекает по территории префектуры Ниигата.
Длина Уоно составляет 66,7 км, территория её бассейна — 1519 км² (1408 км²). Средний уклон реки — 1/49. Средний расход воды составляет 157 м³/с (Хориноути). Уоно — крупнейший приток Синано в среднем течении.
Исток реки находится под горой Танигава-Даке (яп. 谷川岳, высотой 1977 м), на границе префектур Гумма и Ниигата. Уоно течёт на север, протекая через впадину Муикамати (яп. 六日町盆地). В городе Уонума она поворачивает на северо-запад и впадает в реку Синано в городе Нагаока.
Бассейн Уоно сложен вулканическими и метаморфическими породами — гранитом, а также андезитом, филлитом и габбро.
Важными притоками реки являются Абурума (длина — 46,0 км, площадь бассейна — 509,3 км²), Сагури (длина — 23,3 км, площадь бассейна — 153,4 км²), Санаси (длина — 21,7 км, площадь бассейна — 88,4 км²), Мидзунаси (длина — 19,1 км, площадь бассейна — 50,2 км²) и Нобори (длина — 18,5 км, площадь бассейна — 83,2 км²); все впадают в Уоно справа.
Вдоль реки проложены многие транспортные артерии, включая скоростную автостраду Канъэцу, дорогу национального значения № 17, железнодорожную линию Дзёэцу и Дзёэцу-синкансэн.